# Johannes S. Andersen
Johannes S. Andersen (Kristiania, 1898. július 9. – 1970. július 29.) norvég önéletrajzíró. A második világháborúban a norvégiai ellenállás tagja volt, több ellenséges katonával is végzett. A háború után bútorgyárosként dolgozott, megírta önéletrajzát is. Számos könyv íródott róla.